# تريم (المويلح)
تريم هو موقع أثري، يقع بالقرب من المويلح الواقع إلى الشمال الغربي من المملكة العربية السعودية.

## الوصف
تقع تريم على بعد 24 كم شمال المويلح، وترتفع الآثار الباقية في الموقع فوق المصاطب الجبلية، وتتكون من أبنية وجدران وبركة ودوائر حجرية، كما تحيط بالموقع واحة نخيل وعدد من الأودية والشعاب التي تنحدر جميعها باتجاه البحر الأحمر غربًا٬ وأهم الآثار الباقية في الموقع:

### الأبنية الحجرية
هي بقايا أساسات وجدران لأبنية من الحجارة الجرانيتية تقع في الجزء الشمالي الغربي من المواقع، والبناء الرئيس فيها يقع على قمة هضبة صغيرة مميزة، ولات ازل أساساته وجد ارنه قائمة على ارتفاعات مختلفة، والبناء مربع الشكل تقريبًا، أبعاده (35×34م)، ويبلغ سمك جداره 60 سم، ويساند جدران البناء الخارجي ثماني دعامات دائرية قطر الواحدة منها 180 سم، ويقع المدخل الرئيس للبناء في منتصف الجدار الجنوبي الغربي، ويؤدي إلى ردهة مستطيلة الشكل تفضي إلى فناء مكشوف. هناك مجموعات أخرى من المباني المشيدة من الحجارة الج ارنيتية متفرقة وغير متماثلة، بعضها ذات تخطيط مربع وبعضها الآخر مستطيل، وتبلغ أبعاد بعضها (15×15م) و(5×6م).

### الدوائر الحجرية
توجد بالموقع دوائر حجرية متعددة، ومن أهمها دائرة كبيرة قطرها 46م، مشيدة من الأحجار الجرانيتية بارتفاع نصف متر تقريبًا، وتتصل بها دائرتان صغيرتان قطر كل منهما 4م، إحداهما على محيطها الشرقي من الداخل، والثانية على محيطها الغربي من الخارج. هناك دوائر حجرية صغيرة ومنفصلة في شكل مجموعات، مشيدة من الحجارة الجرانيتية ومن دون استخدام المونة وبعضها متهدم٬ يظهر على شكل أكوام أو رجوم حجرية، وتنتشر هذه الدوائر في الجهة الجنوبية الغربية لفسقية تريم،وعلى قمة الهضبة الجبلية الشمالية الغربية.

### فسقية تريم (البركة)
هي بركة مستطيلة الشكل، ومشيدة من الحجارة الجرانيتية المثبته بالمونة، وغطيت جدرانها بالقصارة، وتبلغ أبعاد البركة من الداخل (19×18م)، وسمك جدرانها 1.5م، وارتفاع الأجزاء الظاهرة من الجدران من الداخل 1.75م، ومن الخارج 55 سم، وتتصل البركة
بقناة ماء٬ ومصفاة تقع في الجهة الشمالية لترسيب الشوائب والأتربة قبل وصول المياه إلى البركة. هذه البركة التي عُرفت في المصادر باسم فسقية تريم، كانت منهلاً للمياه يتزود منها الحجاج السائرون على طريق الحج المصري الساحلي طوال العصرين المملوكي والعثماني، أما الدوائر الحجرية التي في الموقع فترجع إلى عصور ما قبل التاريخ، عثر حولها على أدوات حجرية تعود إلى تلك الحقبة التاريخية.